# CSL Group Ltd
\Компанія CSL Group Limited' — міжнародна компанія, що описується як «міжнародний постачальник критичних зв'язків», спеціалізується на зв'язку «машина-машина» (M2M). До групи CSL входять CSL Security та CSL Health, що працюють у Британії, Ірландії, Нідерландах та Швеції. CSL було створено як постачальника охоронних систем. CSL вперше запровадив «подвійну сигналізацію», де система безпеки зв'язується зі станцією моніторингу, використовуючи як дротовий (телефонний чи інтернет), так і бездротовий (GPRS/GSM) зв'язок для підвищення надійності. CSL — один з найбільших постачальників рішень для сигналізації проти сигналів зловмисників у Британії, що управляє сигналізацією сотень тисяч житлових та комерційних приміщень.

## Історія
CSL створено 1996 року Крісом Бруксом та Саймоном Бенксом. 2000 року CSL став постачальником послуг для Vodafone та їхнім діловим партнером. 2006 року Саймон Бенкс та Філ Холлетт — раніше генеральний директор, а тепер директор — викупили частку співзасновника Кріса Брукса.
У січні 2012 року CSL було придбано Bowmark Capital за 32 млн фунтів стерлінгів. Дві компанії планують спільно працювати на наступному етапі розвитку CSL. Саймон Бенкс та Філ Холлетт продовжують керувати компанією за підтримки компанії Bowmark. Після інвестицій Bowmark 2011 року, CSL вклала значні кошти в свою основну клієнтську базу Fire & Security.
У серпні 2016 року CSL було придбано Norland Capital, ICONIQ Capital та RIT Capital Partners.
У квітні 2017 року CSL оголосила про придбання компанії Emizon Networks Ltd. Метою придбання є розширення служби.
З 2020 року компанія поставляє SIM-картки для хабів системи безпеки Ajax Systems, що продаються в Британії.

## CSL Group Limited
CSL Group — це міжнародна інвестиційна група M2M, яка складається з CSL Security та CSL Health. Група працює у Британії, Ірландії та Швеції. Компанія CSL Health пропонує бездротову технологію на ринку послуг.

## Операції
CSL має офіс у Західному Лондоні, відділ логістики базується в місті Маунт-Еш у Південному Уельсі.